# Harcsa Veronika
Harcsa Veronika (Budapest, 1982. október 8. –) magyar énekes, dalszerző. Számos műfajban alkotó, a nemzetközi színtéren is aktív előadó.

## Életpályája
Tanulmányait a Budapesti Műszaki Egyetem műszaki informatika szakán kezdte. 2008-ban diplomázott a Liszt Ferenc Zeneművészeti Főiskola jazz-ének szakán, 2014-ben pedig mesterdiplomát szerzett a Brüsszeli Királyi Konzervatóriumban.
Jelenlegi fő zenekara a Gyémánt Bálint gitárossal közös duó. Ebben a felállásban eddig két lemezt vettek fel, és rendszeresen turnéznak Európa-szerte. Harcsa Veronika korábbi zenekarával, a 2005-ben alapított, saját nevét viselő quartettel négy, számos elismeréssel kitüntetett lemezt készített. Jazz pályafutása mellett pályája kezdetén a magyar alternatív pop szcénában is sikereket ért el az Erik Sumo Band énekeseként. Nevéhez fűződik a Bin-Jip nevű kísérleti elektronikus trió két albuma, illetve egy Kassák Lajos verseit feldolgozó avantgard projektlemez is. Saját dalait angol nyelven írja, de két albumot is szentelt huszadik századi magyar költők versfeldolgozásainak. 2007-ben elnyerte a Budapest Fringe Fesztiválon a „Budapest Fringe legjobb hangja díjat”.
2011-ben elkészült a Lámpafény című  nagylemez amelynek producere Schram Dávid volt.
Újabban a Gyémánt Bálint gitárossal közös jazz duó mellett klasszikus zenei előadásokon is szerepel. 2016 novemberében Kurt Weill Mahagonny daljátékának Jessie-jeként és Bohuslav Martinu: Les Larmes du Couteau című dadaista operájában Éléonore-ként debütált a bázeli Martinu Fesztiválon, Jiří Menzel rendezésében.
2014 óta a Művészetek Völgyében saját udvart vezet, melynek koncertprogramjáért és napközbeni kísérőprogramok szerkesztéséért felelős.
Az énekesnő 2014-15-ben havi rendszerességű koncertsorozatot vezetett Berlinben olyan vendégművészek közreműködésével, mint David Friedman, Julia Hülsmann, David Helbock vagy Samuel Blaser.
A Gyémánt Bálinttal közös duót 2015-ben beválogatták a Németországban rendezett Jazzahead! European Jazz Meeting showcase-ére.
Harcsa Veronika folyamatosan turnézik, eddig huszonöt ország fesztiváljain és klubjaiban lépett fel. Olyan neves művészekkel dolgozott együtt, mint Erik Truffaz, Enrico Pieranunzi, Kris Defoort vagy Nicola Conte, a Club des Belugas, valamint több ízben fellépett a Liszt Ferenc Kamarazenekarral és a Concerto Budapesttel.

## Lemezek

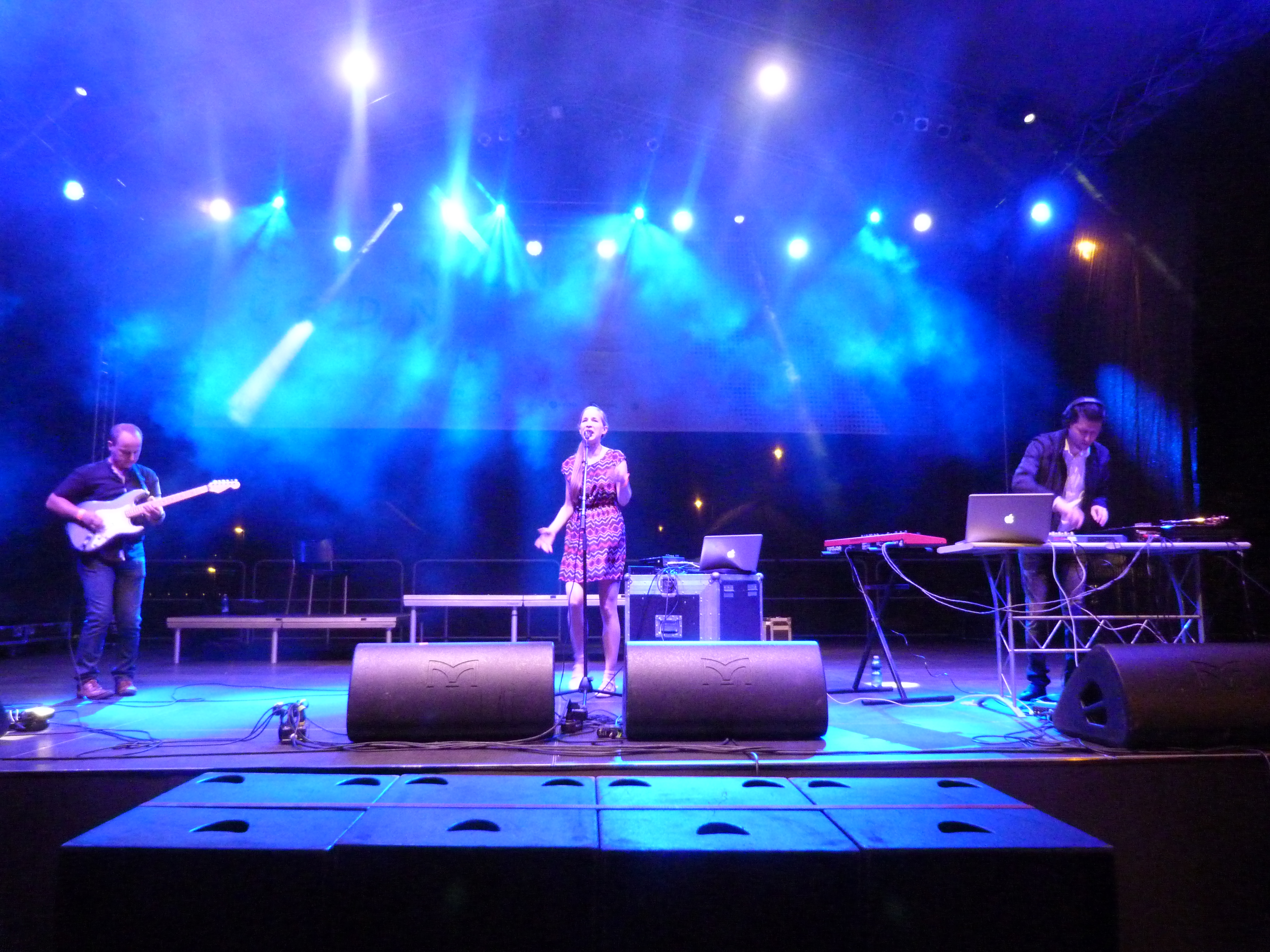
Bin-Jip – Cseh Tamás Nap, 2014.09.06

- Harcsa Veronika: Speak Low (2005. magánkiadás és 2007. Nature Bliss, Japán)
- Harcsa Veronika: You Don't Know It's You (2008. magánkiadás és Nature Bliss, Japán)
- Harcsa Veronika: Red Baggage (2009. magánkiadás és Nature Bliss, Japán)
- Bin-Jip: Enter (2010. LAB6 Records és Whereabouts Records, Japán)
- Harcsa Veronika: Lámpafény (2011. magánkiadás és Whereabouts Records, Japán)
- Harcsa Veronika – Gyémánt Bálint: Lifelover (2013. magánk., 2014. Traumton Records)
- Bin-Jip: Live at the Planetarium (DVD és Blu-ray, 2014. magánkiadás)
- Bin-Jip: Heavy (2014. LAB6 Records és Whereabouts Records, Japán)
- Harcsa/Keszég/Márkos/Benkő/Pándi: Kassák (2015. magánkiadás)
- Harcsa Veronika – Gyémánt Bálint: Tell Her (2016. magánkiadás, 2017. Traumton Records)[6]
- Harcsa Veronika – Gyémánt Bálint: Shapeshifter (2019. Traumton Records)
- Harcsa Veronika, Anastasia Razvalyaeva, Márton Fenyvesi: Debussy Now! (2021. Budapest Music Center Records)

## Díjak
- A Budapest Fringe legjobb hangja (2007)
- Fonogram – Az év hazai jazzalbuma a You Don’t Know It’s You (2009)
- 40. Magyar Filmszemle – A legjobb eredeti filmzene díja az Utolsó időkért, Márkos Alberttel közösen (2009)
- Fonogram – Az év hazai alternatív albuma a Bin-Jip: Enter (2011)
- BalconyTV hónap videója a New York-i szerkesztők szerint a Bin-Jip: Noway Boy (2014)

## Magánélete
Férjével 2016 óta él házasságban.